# Île Daphne Menor
L'île Daphne Menor, en espagnol Isla Daphne Menor, est une île inhabitée d'Équateur située dans l'archipel des Galápagos.
Elle se trouve dans le centre de l'archipel, au nord de l'île Santa Cruz, à l'ouest de l'île Baltra et au nord-est de l'île Daphne Mayor. Elle est plus ancienne que sa voisine Daphne Mayor.

## Toponymie
Le nom de cette île vient d'un navire de la Royal Navy, le HMS Daphne (en), nom que l'on trouve en 1846 sur une carte dressée par l'aspirant de marine anglais Edwardes.

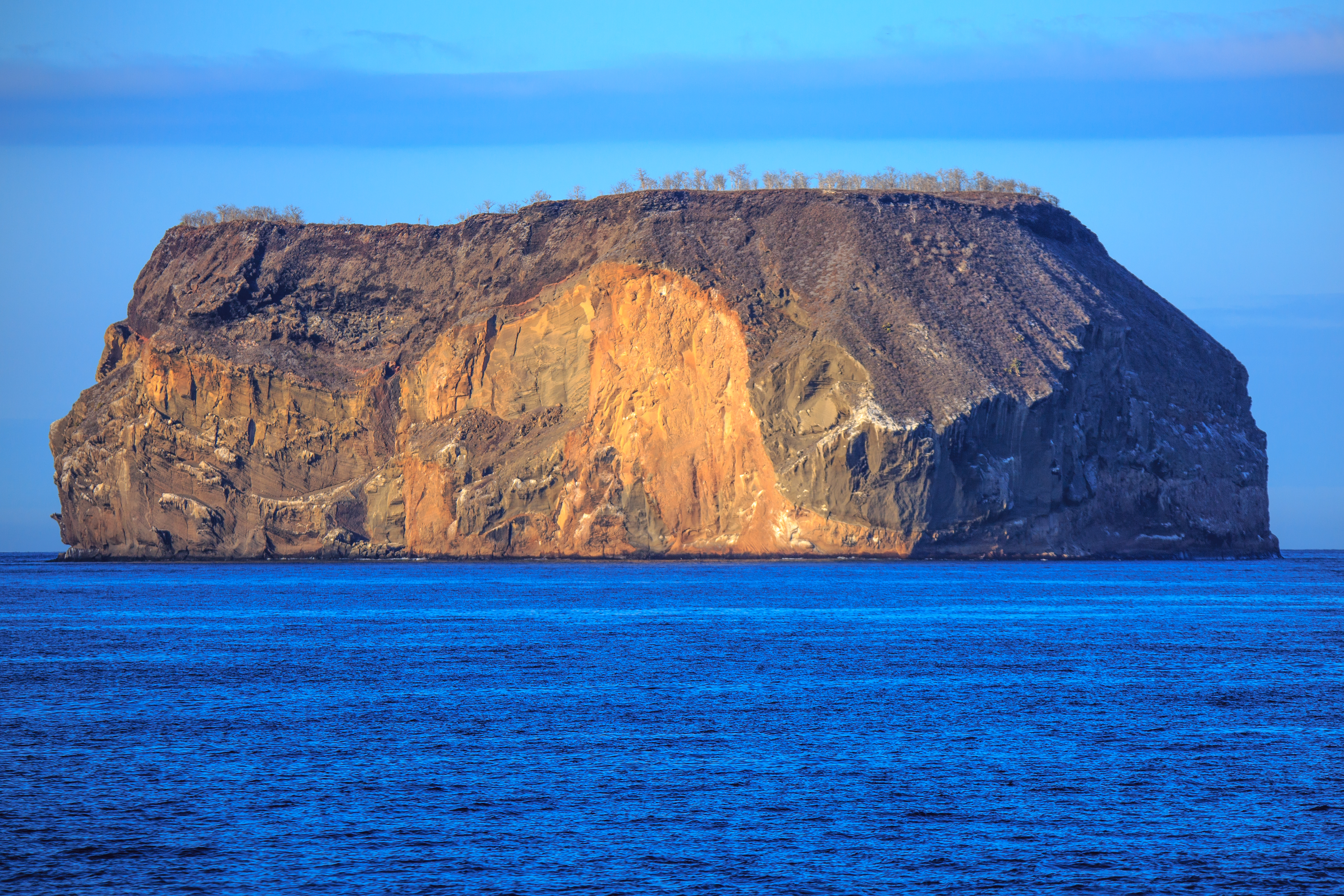
Vue de l'île Daphne minor.